# كريستا بنجامين
كريستا بنجامين (بالإنجليزية: Krista Benjamin)‏ هي كاتِبة وشاعرة أمريكية، ولدت في 1970.